# FIB:s gyllene bok
Barnböcker utgivna 1950–65 på Folket i Bilds förlag.
De flesta titlarna är översatta av Erna och Gösta Knutsson från de amerikanska "Little Golden Books" men några svenska originaltitlar förekommer, nr. 19, 20 och 29 nedan. En del av böckerna gavs ut i två storleksformat, såsom Kisse Videmiss. De större böckerna kallades "FIB:s stora gyllene bok".
Sedan 2010 har FIB:s gyllene böcker delvis återtryckts under namnet "En liten gyllene bok". I den nya serien finns även titlar som ej publicerats tidigare på svenska.

## FIB:s gyllene bok
1. Misse Murr
2. Den duniga ankungen
3. Hunden Snuff
4. Den skrynkliga elefanten
5. Gubben Noak och hans ark
6. Den blyga kattungen
7. Pepparkakan
8. De tre björnarna
9. Cirkushunden
10. Nysgubben
11. Acke Anka och hans vänner
12. Två kissar med färg
13. Den roliga bilresan
14. Den glada bondgården
15. Lilla Viff Viff
16. Kalle Kanin
17. Här bor jag
18. Kan du svara?
19. Historien om någon
20. Petter och hans fyra getter
21. Afrikaresan
22. En jägare gick sig att jaga
23. Peter blir flygare
24. Den bruna björnen
25. Svarta Sambo
26. Fem små brandsoldater
27. Bravo Bill
28. Blomgubbarna
29. Snuffe sjukhusgrisen
30. I djurens barnkammare
31. Den envisa hundvalpen
32. Alice och den vita kaninen
33. Jultomtens leksaksfabrik
34. Den ensamma ankungen
35. Leksakståget
36. Pojken i stövlarna
37. Alice och blommorna
38. Våra gyllene pappersdockor
39. När jag blir stor
40. Krister på atlantresa
41. På sandstranden
42. Borta bra men hemma bäst
43. Farfar Långöra
44. Humpes födelsedag
45. Tåget till Timbuktu
46. Askungen
47. Peter Pan och Lena
48. Noaks ark
49. Snögubben
50. Peter Pan och indianerna
51. Pluto går till sjöss
52. Hiawatha – Indianpojken
53. Bambis barn
54. Tummelisa
55. Björnen Bongo
56. Skeppshunden
57. Lili och den nya dockan
58. Hiawatha går på jakt
59. Kalle Bävers hemlighet
60. Hemma på bondgården
61. Tonny och hans ponny
62. De sju dvärgarna
63. Musse Pigg och rymdraketen
64. Min lilla kisse
65. Slutet gott, allting gott
66. Piff och Puff
67. Med Musse Pigg i rimriket
68. Ballongresan
69. Musse Pigg och Pluto
70. Vår vänliga bok
71. Vi går på cirkus
72. Min lilla Nalle
73. Dockdoktorn
74. Kalle Ankas lilla segelbåt
75. Nasse Nöffs kalas
76. Vår gyllene hjulbok
77. Katten som trodde hon var en råtta
78. Knattarna klara sig (I verkförteckningen på pärmens baksida står det "Knattarna klarar sig!")
79. Hönan Hanna
80. Kalle Anka i Alperna
81. Duktig flicka!
82. Den lilla kaninen
83. Nalle på jakt
84. Kalle Anka och jultomten
85. Sagan om Guldgåsen
86. Kalle Anka i television
87. Björnen i den brinnande skogen
88. Den lilla bromsvagnen
89. Här var det flygmaskiner
90. Gullet och Rosenknopp
91. En liten indian
92. Den lyckliga familjen
93. Genom mitt fönster
94. Opp och hoppa!
95. Kalle Anka får pris
96. Sigge skvallerbytta
97. Missan som varken var fågel eller fisk
98. Lillingarna och trollen
99. Kalle Ankas julgran
100. Här var det lastbilar
101. Min lilla hundvalp
102. Kalle Kul och hans vänner
103. Kapten Känguru
104. Jimmy Cricket
105. Eskimåpojken
106. Mästerkatten i stövlar
107. Långben som filmstjärna
108. Kisselina på äventyr
109. Villes vänner
110. Lassie och fölungen
111. Kalle Anka ska vara med!
112. Den lilla grå åsnan
113. Kalle Kanin och indianerna
114. En saga om en nyckel
115. Fyra små vandringmän
116. Den glada arken
117. Musse Pigg köper julklappar
118. Ludde
119. Se efter först
120. Kalle Anka och fågelholken
121. Kalle Anka – Full fart framåt
122. Räkna till 10
123. Crikuspojken
124. Vad är klockan
125. Pappersdockan Ginger
126. Kisse Videmiss
127. Törnrosa
128. Fyra små kattungar
129. Lassie klarar allt
130. Lillgubben Patrik
131. Gåsmammans Rimbok
132. Kalle Anka i Disneyland
133. Luddes äventyr
134. Musse Pigg ordnar julposten
135. Herr Julkvist
136. Hektor Hoppar Högt
137. Valpar och lamm och andra ungar
138. Musse Pigg på utflykt
139. Min lillebror
140. Djurens orkester
141. Cirkus i stan
142. Roligt nästan jämt
143. Här var det bilar
144. Lassie och Tusse tvättbjörn
145. Tummeliten
146. Törnrosa och de tre feerna
147. Kapten Kängurus kalas (tidigare utgiven som nr 103)
148. Min lilla syster
149. Den lilla röda hönan
150. Kalle Anka vid Sydpolen
151. Den stora paraden
152. Hunden Scaggy
153. Sagan om lejonets tass
154. Det gröna småfolket
155. Rea-elefanten Dumbo
156. Här var det mera bilar
157. Kalle och Kickan – En sagobok med pappersdockor att klippa ut och klä på
158. Huckleberry Hund
159. Lillåsnan Jeppe
160. De nya kattungarna
161. Trollvagnen
162. Den nya hundvalpen
163. Bråkiga Bim
164. Kalle Anka på villovägar
165. Ruff och Reddy
166. Vår bussiga morfar
167. Ekorrarnas glada jul
168. Bamse i farten
169. Min docka och jag
170. Dennis och Ruff
171. Valpen Vips
172. Jogo tar priset
173. Vad hör lillebror
174. Farbror Joakim blir saftkung
175. Huckleberry Hund på äventyr
176. Dennis äventyr – En lugn eftermiddag
177. Lillans första bok
178. Den närsynte noshörningen
179. Tre små björnar
180. Harry får en ponny
181. Vad lillan ser
182. Huckleberry Hunds julsläde
183. Farbror Joakims julafton
184. Familjen Flinta
185. Ett hem för Bunny
186. Den flygande bilen
187. Kalle Anka som privatdetektiv
188. Huckleberry Hund får hjälp
189. En riktig indian
190. Bamse hjälper till
191. Lantmusen och stadsmusen och två andra sagor
192. Pinocchio i valfiskens buk
193. Kalle Anka och morbror Ludvig
194. Leksakslandet
195. Tom räddar leksakslandet
196. God natt, lilla björn!
197. Hacke Hackspett tar semester
198. Jag vill högre!
199. Jogo firar jul
200. Den tokiga katten
201. Benjamin och jag
202. Min pinne
203. Tommy på camping
204. Vår gyllene djurbok
205. Musse Pigg i TV
206. Vi går till doktorn
207. Tim och Tom
208. Lilla Lulu
209. Sture Paddensköld
210. Hundexperten
211. Farbror Remus berättar
212. Pebbles Flinta
213. Familjen Jetson
214. Petter och hans 4 getter (tidigare utgiven som nr 20)
215. Knattarnas julklappsönskan
216. Bamm-Bamm och Pebbles Flinta
217. Svärdet i stenen
218. Acke Anka och hans vänner (tidigare utgiven som nr 11)
219. Hiawatha går på jakt (tidigare utgiven som nr 58)
220. Bravo Bill (tidigare utgiven som nr 27)
221. Misse Murr (tidigare utgiven som nr 1)
222. Mary Poppins – En trevlig utflykt
223. God natt Nalle
224. Perry den flygande ekorren
225. Maskiner
226. Den duniga ankungen (tidigare utgiven som nr 2)

## FIB:s stora gyllene bok
- Askungen
- Bambi
- Djungelboken
- Dumbo
- Mary Poppins
- Peter Pan
- Pinocchio
- Snövit
- Familjen Flinta
- Kisse Videmiss
- En Gyllene Ordbok